# Краљевина Лаос
Краљевина Лаос је бивша уставна монархија, која је постојала између 1947. и 1975. године.

## Историја
Од 1707. године, данашње подручје Лаоса подељено је на три засебна краљевства: краљевство Вијентијан, краљевство Луанг Прабанг и краљевство Чампасак. До средине 19. века овим подручјем је доминирао Тајланд. Године 1893. настао је француски протекторат као део француске колоније Индокине. Током Другог светског рата, Лаос су окупирали Јапанци.
Године 1945, проглашена је независност Лаоса, али годину дана касније поновно се вратила француска колонијална власт. Године 1949, коначно је Лаос стекао независност унутар Француске уније. Године 1953, стекао је пуну независност. Лаос је тешко страдао у грађанском рату и делом у Вијетнамском рату. Грађански рат се завршио 1973. године.
Године 1975, комунистички покрет Патет Лао преузео је власт. Краљ је био присиљен на абдикацију. Тиме је престала да постоји краљевина Лаос и проглашена је социјалистичка Народна Демократска Република Лаос. Земљом доминира Народна револуционарна партија Лаоса све до данас.
Око 30.000 до 40.000 чланова владе бивше краљевине и грађана, присилно су одведени у центре за преодгој у забаченим деловима Лаоса.